# Mosul

Mosul (în arabă الموصل, siriacă ܢܝܢܘܐ, în turcă Musul) este un oraș în nordul Irakului, în Guvernoratul Ninawa, la 400 km în nord față de Baghdad. Orașul este situat pe râul Tigris. În 1987 populația era de 664.221 de locuitori, aceasta devenind până în 2002 de 1.740.000, iar 2010 ajungând chiar la 2.882.442 de locuitori. Populația este majoritară de arabi, cu mici minorități de kurzi și asirieni.

## Educație
Cea mai mare universitate din oraș, Universitatea din Mosul, a fost fondată pe 1 aprilie 1967, prin fuziunea cu Colegiul de Medicină, acesta fiind deschis încă din 1959. Aceasta este considerată ca fiind interesul principal al Guvernoratului Ninawa, care constă din Universate din și Colegiul „Al-Hadbaa”, precum și Colegiul de Tehnologie și mai multe institute tehnice. În oraș există mai mult de 263 de licee, 14 școli profesionale, 8 institute de formare, 45 de grădinițe pentru copii și 1.328 școali primare. Universitatea din Mosul este cea mai importantă universitate din Irak, aceasta incluzând 22 de colegii și 122 de departamente în mai multe domenii.

## Sănătate
Sănătatea în Mosul este organizată de către Direcția de Sănătate Ninawa, care este legată la Ministerul Irakian al Sănătății. Cele mai importante spitale din Mosul sunt: Spitalul Al Jamhuri, Spitalul Ibn Seena, Spitalul de predare Al Khansaa, Spitalul Ibn Alatheer, Spitalul Al Batool, Spitalul de Medicină nucleară și Oncologie, și Spitalul Anti-infecții Al Shifaa. Există mai mult de 15 de spitale în tot guvernoratul Ninawa. Acestea sunt spitale publice, care sunt considerate ca fiind principalele spitale, și unul mai mare este Spitalul Al-Khansaa, precum și mai multe case de îngrijire a oamenilor.

## Geografie
Orașul Mosul se află într-o climă semi-aridă cu călduri puternice, iar nopțiile sunt răcoroase cu multe ploi, la fel ca și în iarnă. Mosul, chiar dacă nu se află la o altitudine foarte mare, primește mai multe ploi decât restul Irakului. Pecipitațiile sunt de trei ori mai mari decât în Baghdad și de două ori mai mari ca în Basra,orașul fiind totuși mult mai departe de Golful Persic decât celelalte orașe. Regiunile kurde din nord sunt chiar mai calde.
În oraș a nins doar pe 23 februarie 2004, 9 februarie 2005 și pe 10 ianuarie 2013.
Repere geografice în țară: 
- Baghdad - 400 km
- Basra - 970 km
- Kirkuk - 175 km
- Arbil - 88 km

Repere geografice în străinătate:
- Teheran - 980 km
- Ankara - 1.335 km
- Damasc - 900 km
- Kuweit – 1.080 km
- Erevan – 750 km

| Date climatice pentru Mosul                         | Date climatice pentru Mosul | Date climatice pentru Mosul | Date climatice pentru Mosul | Date climatice pentru Mosul | Date climatice pentru Mosul | Date climatice pentru Mosul | Date climatice pentru Mosul | Date climatice pentru Mosul | Date climatice pentru Mosul | Date climatice pentru Mosul | Date climatice pentru Mosul | Date climatice pentru Mosul | Date climatice pentru Mosul |
| Luna                                                | Ian                         | Feb                         | Mar                         | Apr                         | Mai                         | Iun                         | Iul                         | Aug                         | Sep                         | Oct                         | Nov                         | Dec                         | Anual                       |
| --------------------------------------------------- | --------------------------- | --------------------------- | --------------------------- | --------------------------- | --------------------------- | --------------------------- | --------------------------- | --------------------------- | --------------------------- | --------------------------- | --------------------------- | --------------------------- | --------------------------- |
| Maxima medie °C (°F)                                | 12.4 (54,3)                 | 14.8 (58,6)                 | 19.3 (66,7)                 | 25.2 (77,4)                 | 32.7 (90,9)                 | 39.2 (102,6)                | 42.9 (109,2)                | 42.6 (108,7)                | 38.2 (100,8)                | 30.6 (87,1)                 | 21.1 (70)                   | 14.1 (57,4)                 | 27,76 (81,96)               |
| Minima medie °C (°F)                                | 2.2 (36)                    | 3.4 (38,1)                  | 6.8 (44,2)                  | 11.2 (52,2)                 | 16.2 (61,2)                 | 21.3 (70,3)                 | 25.0 (77)                   | 24.2 (75,6)                 | 19.1 (66,4)                 | 13.5 (56,3)                 | 7.2 (45)                    | 3.8 (38,8)                  | 12,83 (55,09)               |
| Minima istorică °C (°F)                             | −17.6 (0.4)                 | −5 (23)                     | −1 (30)                     | 2 (36)                      | 6 (43)                      | 10 (50)                     | 12 (54)                     | 17 (63)                     | 11 (52)                     | 3 (37)                      | −2 (28)                     | −2 (28)                     | −17,6 (0,4)                 |
| Precipitații mm (inches)                            | 62.1 (2.445)                | 62.7 (2.469)                | 63.2 (2.488)                | 44.1 (1.736)                | 15.2 (0.598)                | 1.1 (0.043)                 | 0.2 (0.008)                 | 0.0 (0)                     | 0.3 (0.012)                 | 11.8 (0.465)                | 45.0 (1.772)                | 57.9 (2.28)                 | 363,6 (14,315)              |
| Nr. de zile cu precipitații                         | 11                          | 11                          | 12                          | 9                           | 6                           | 0                           | 0                           | 0                           | 0                           | 5                           | 7                           | 10                          | 71                          |
| Sursa nr. 1: World Meteorological Organisation (UN) |                             |                             |                             |                             |                             |                             |                             |                             |                             |                             |                             |                             |                             |
| Sursa nr. 2: Weatherbase (extremes only)            |                             |                             |                             |                             |                             |                             |                             |                             |                             |                             |                             |                             |                             |

## Demografie

### Religie

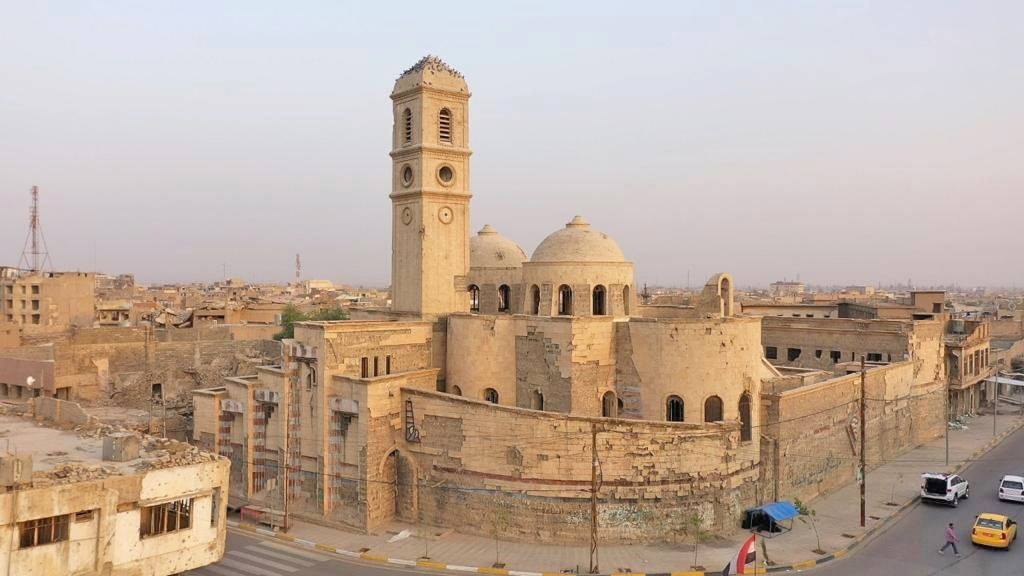
Biserica catolică caldee din Mosul (sec. al XII-lea)

Majoritatea oamenilor din Mosul sunt musulmani sunniți, deși Mosul-ul a avut un procent de creștini asirieni, care au de asemenea, o prezență în satele din jurul orașul după fondarea sa (majoritate urmând Biserica Catolică Caldee, Biserica Catolică Siriană și Biserica Ortodoxă Siriană). Există de asemenea, un număr de arabi creștini care fac parte din Biserica Ortodoxă a Greciei, Biserica Romano-Catolică, Biserica Caldeeană Catolică și au multe biserici protestante. Alte religii, cum ar fi Yazidi, Yarsan șau Mandean, și-au ales centrul la Mosul. Cu mult înainte de cucerirea musulmană din secolul al VII-lea, orașul vechi Nineve a fost creștin, atunci când asirienii adoptat creștinismul în timpul secolelor I și II.
În ciuda persecuțiilor etnice instituționalizate de diferite puteri politice, inclusiv a regimului Ba'ath, Mosul a menținut un mozaic multicultural și multi-religios. Istoria dificilă a orașului încă mai contribuie la tensiuni în rândul locuitorilor săi.
Orașul a avut și o populație evreiască. La fel ca majoritatea evreilor din Irak, cei mai mulți au plecat în anul 1950. Un număr mare s-a convertit la islam în secolul trecut, dar unele tradiții s-au păstrat. Cei mai mulți evrei irakieni s-au mutat în Israel, în timp ce alții s-au mutat în Statele Unite.

### Limbă
Limba arabă de Mosul este considerată a fi mult mai ușoară în pronunție decât cea de Baghdad, care poartă o asemănare considerabilă a dialecte levantine, în special cu Araba Aleppan. Irakieni, o descriu ca fiind „versiunea feminina” a arabei Irakului. 
Araba de Mosul este influențată în mare măsură de limbile din fiecare grup etnic minoritar existent în oraș: kurzi, turkmeni, armeni, asirieni, precum și altele - infuzarea astfel a Limbii turkmene și Limbii armeene. Fiecare limbă minoritară este vorbită pe lângă limba arabă. Arabă este 'lingua franca' de comunicare, educație, afaceri și de lucru oficială pentru majoritatea locuitorilor orașului. Clasa superioara și rezidenti cu studii superioare, de obicei, au grade diferite de competență, precum în limba engleză.

## Monumente

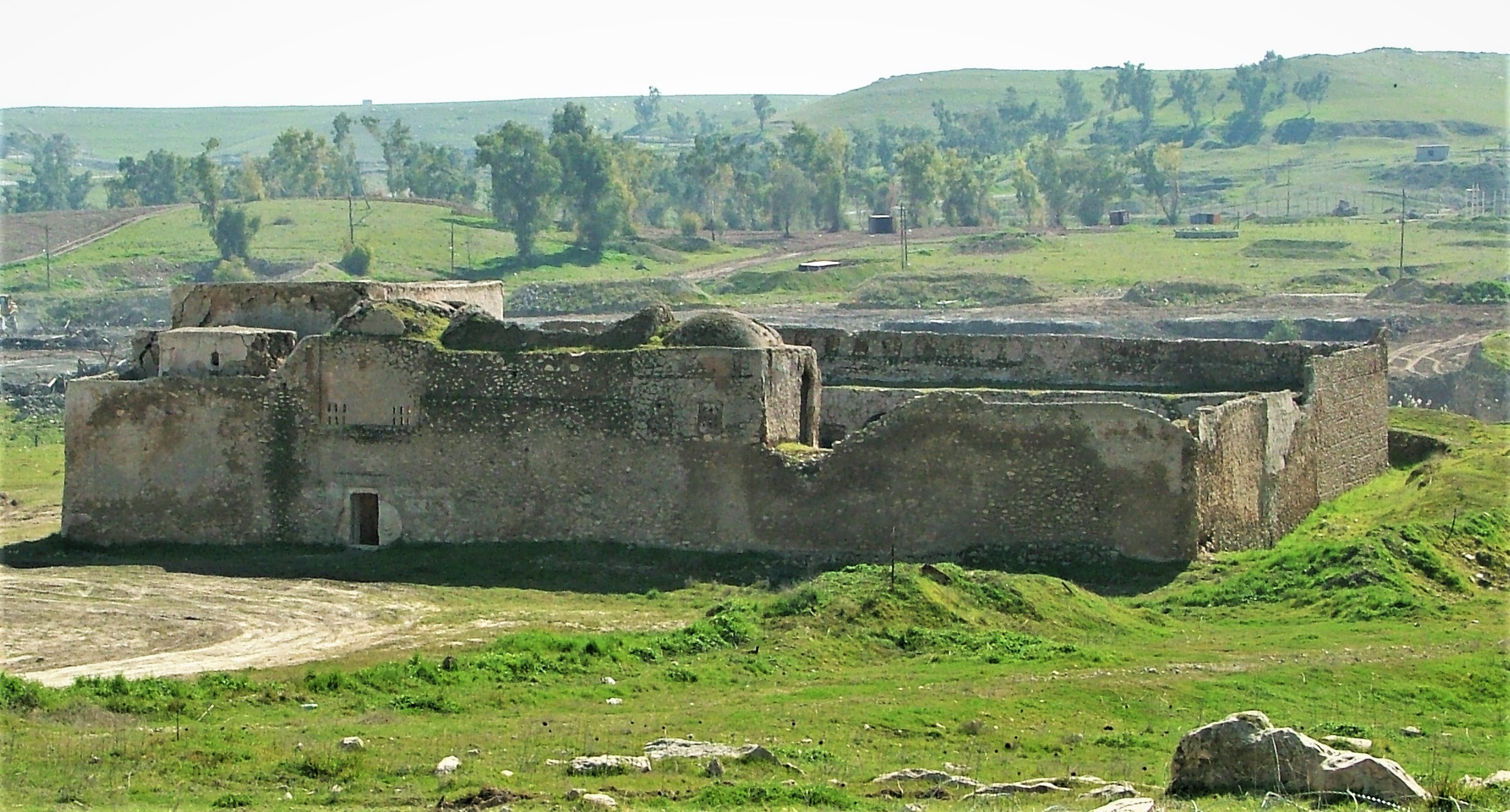
Dair Mar Elia, Mosul, Irak

- Moscheea Umayyad: Primul lăcaș de cult din oraș, construit în 640 d.Hr. de către Utbacu bin Farqad Al-Salam după ce a cucerit Mosulul în timpul domniei califului Umar ibn Al-Khattab.
- Marea MOschee: Construită de Nuriddin Zangi în 1172 AD alături de Moscheea Umayyad. Ibn Battuta (marele călător marocan) a găsit o fântână de marmură acolo și un mihrab (indică direcția către Mecca).
- Moscheea Profetului Younis (Iona): Pe una dintre cele două movile cele mai proeminente din ruine, a fost ridicată moscheea. Iona, fiul lui Amitai, din secolul al VIII-lea î.Hr., se crede a fi îngropat aici, în cazul în care Regele Asarhadon a construit o dată un palat.
- Moscheea Mujahidi: Dateaza din secolul al XII-lea d.Hr., și este distins pentru cupola sa shen și mihrab.
- Moscheea Profetului Jerjis (George): Este considerat a fi locul de înmormântare a Profetului Jerjis. Este construit din marmură cu reliefuri shen și renovată ultima dată în 1393 AD.
- Castelul Bash Tapia: Ziduri vechi din Mosul au dispărut, cu excepția acestor ruine impunatoare de mare peste râul Tigris.
- Shamoun Al-Safa (Sf. Petru, Mar Petros): Cea mai veche biserică din Mosul, ea dateaza din secolul al XIII-lea și numit după Shamoun Al-Safa sau Sfântul Petru. Mai demult, a avut numele celor doi apostoli, Petru și Pavel, și a fost la începutul locuite de maicile ale Sfintelor Inimi.
- Biserica Sf. Toma: Una dintre cele mai vechi biserici istorice, numit după Sfântul Apostol Toma, care a predicat Evanghelia în Răsărit, inclusiv în India. Timpul exact de la înființarea sa este necunoscut, dar se poate presupune că aceasta datează din anul 770. AD. Califul Abbasid, este menționat ca asculta o plângere cu privire la această biserică în timpul călătoriei sale la Mosul.
- Biserica Antică Tahira: Este considerată a fi una din cele mai vechi biserici din Mosul. Nu există dovezi pentru a determina zona sa exactă. Acesta ar putea fi fie rămășițele Manastirii Superioare sau ruinele Bisericii Mar Zena. Biserica Al-Tahira datează din secolul al VII-lea, și se află de 3 m sub stradă. A fost reconstruită ultima dată în 1743.
- Dair Mar Elia (Mănăstirea „Sfântul Ilie”): A fost cea mai veche mănăstire creștină din Irak, ea datând din secolul al 6-lea.[9]

## Personalități
- Tariq Aziz, politician (1979-2003)
- Munir Bashir, muzician asirian în Orientul Mijlociu
- Asenath Barzani, prima femeie rabin
- Hawar Mulla Mohammed, jucător de fotbal pentru echipa națională a Irakului
- Paulos Faraj Rahho, arhiepiscop asirian de Mosul, asasinat în martie 2008
- Taha Yassin Ramadan, fost vicepreședinte al Irakului

## Ipoteză arheologică
Conform ipotezei emise de Dr Stephanie Dalley, de la Universitatea Oxford, Grădinile suspendate ale Semiramidei nu s-ar fi aflat în Babilon, unde săpăturile arheologice nu au găsit nicio urmă, ci că ar fi fost ridicate de regele Senaherib în localitatea Ninive din Asiria, a cărei locație era în apropiere de Mosul.

## Relații externe
Orașe înfrățite
- Philadelphia, Statele Unite
- Pennsylvania, Statele Unite